# 舒梅克冰川
73°47′S 164°45′E / 73.783°S 164.750°E
舒梅克冰川是南極洲的冰川，位於維多利亞地的博克格雷溫克海岸，流經南十字山脈，最終注入飛行員冰川，根據美國地質調查局測量和該國海軍的空中照片繪入地圖。